# Електрода
Електрода је електрични проводник који се користи за остваривање контакта са неметалним делом кола (нпр. полупроводником, електролитом или вакуумом). Реч је сковао научник Мајкл Фарадеј од грчке речи elektron са значењем ћилибар, из које је изведена реч електрицитет) и hodos - начин.

## Анода и катода у електрохемијским ћелијама
Електрода у електрохемијској ћелији се назива или анода или катода (ове речи је такође сковао Фарадеј). Анода се дефинише као електрода са које електрони напушtају ћелију и на којој долази до оксидације, а катода као електроде на коју електрони долазе у ћелију и на којој долази до редукције. Свака електрода може да постане било анода или катода у зависности од смера струје кроз ћелију. Биполарна електрода је електрода која функционише као анода једне ћелије и катода друге ћелије.

### Примарне ћелије
Примарни ћелија је посебна врста електрохемијске ћелије у којој реакција не може да промени смер, те су идентитети аноде и катоде фиксни. Анода је увек негативна електрода. Ћелија се може испразнити, али не може поново напунити.

### Секундарне ћелије
Секундарна ћелија, на пример акумулатор, је она у којој су хемијске реакције реверзибилне. Када се ћелија пуни, анода постаје позитивна (+) и катода негативна (-) електрода. Ово је такође случај у електролитичкој ћелији. Када се ћелија празни, она се понаша као примарна ћелија са негативном анодом и позитивном катодом.

## Друге аноде и катоде
У вакуум цеви или поларном полупроводнику (диоде, електролитски кондензатори) анода је позитивна (+) електрода и катода негативна (-). Електрони улазе у уређај преко катоде и излазе из уређаја кроз аноду. Многи уређаји имају друге електроде да контролишу рад, нпр, база, капија, контролна мрежа.
У троелектродној ћелији, контраелектрода или помоћна електрода, се користи само да се направи веза са електролитом тако да се струја може примењивати на радне електроде. Контраелектроде се обично праве од инертног материјала, као што је племенити метал или графит, да би се спречило њено растварање.

## Електроде за заваривање
У заваривању електрода се користи за провођење струје кроз радни део да би се спојила два комада. У зависности од процеса, електрода је било потрошна, у случају заваривања МИГ поступком или ручног заваривања метала, или непотрошна, као код гасног заваривања волфрамним луком. За системе са једносмерном струјом заваривачки штап може да буде катода за попуњавајући тип вара или анода за друге процесе заваривања. При примени наизменичне струје електрода се не сматра анодом или катодом.

## Електроде наизменичне струје
За електричне системе који користе наизменичну струју електроде су везе од кола до објекта на који се примењује струја, али се не сматрају анодом или катодом.

## Употребе
Електроде се користи да обезбеди струју кроз неметалне објекте да бе се они мењали на различите начине и да би се мерила проводљивост за разне сврхе. Примери укључују:
- Електроде за медицинске сврхе, као што су ЕЕГ, ЕКГ, итд, дефибрилатор
- Електроде за електрофизиолошке техника у биомедицинским истраживањима
- Електроде за извршење смртне казне путем електричне столице
- Електроде за галванизацију
- Електроде за заваривање
- Електроде за катодну заштиту
- Електроде за уземљење
- Електроде за хемијску анализу користећи електрохемијске методе
- Инертни електроде за електролизе (направљене од платине)
- Електроде мембранског склопа

## Хемијски модификоване електроде
Хемијски модификоване електроде су електроде чије су површине хемијски модификоване да би се променила електродна хемијска, електрохемијска, оптичка, електрична и транспорта својства. Ове електроде се користе за напредне сврхе у истраживањима и испитивања.